# 路虎发现神行
路虎發現神行（Land Rover Discovery Sport） 是路虎的一款緊湊型SUV。它是路虎發現的一個子品牌，取代了路虎神行。2014年紐約國際車展上蓋里·麥克戈文宣佈路虎發現神行的開發計劃，以取代較安全性較差的神行系列。2019年，第二代路虎发现神行开始在捷豹路虎PTA平台上生产。

## 外部鏈接
- 官方网站（中文）
- Land Rover UK Discovery Sport
- Land Rover USA Discovery Sport （页面存档备份，存于）
- Land Rover Australia Discovery Sport （页面存档备份，存于）
- Land Rover MENA Discovery Sport （页面存档备份，存于）